# Flosagjá
La Flosagjá est une faille normale d'Islande située sur le site de Þingvellir, dans le parc national du même nom.

## Géologie
La Flosagjá est une faille normale avec un rejet peu marqué comparé à l'extension des deux compartiments rocheux. Longue de quelques centaines de mètres, elle est orientée sud-sud-ouest-nord-nord-est. Elle se trouve au nord du Þingvallavatn et à l'est de l'Öxará, dans le fond du graben de Þingvellir, en contrebas de l'Almannagjá, la faille la plus connue du parc national de Þingvellir. La Flosagjá est une toute petite composante de la dorsale médio-atlantique émergée en Islande sous la forme d'un rift.

## Tourisme

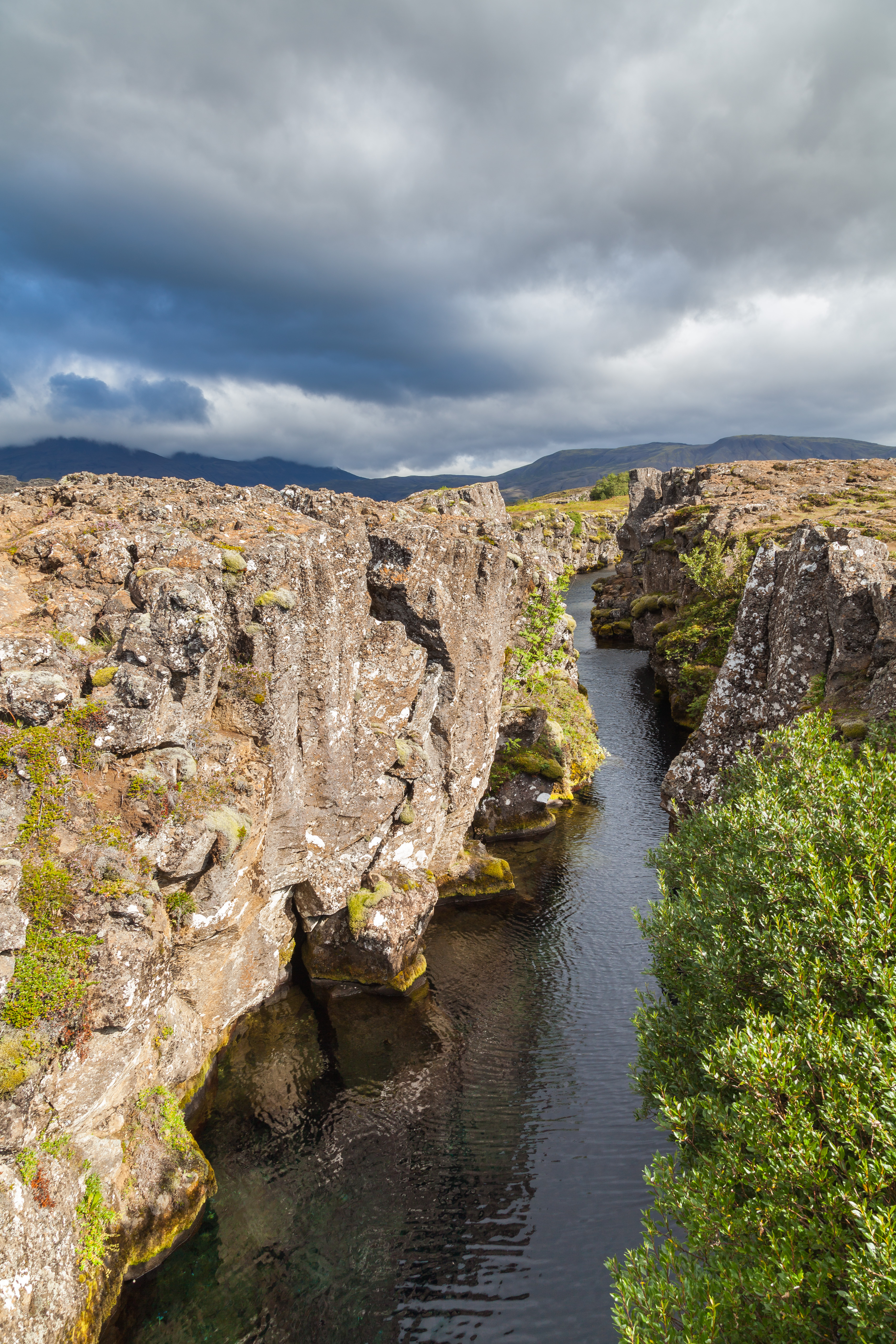
Vue de la Nikulásargjá, l'une des deux branches méridionales de la Flosagjá, depuis le pont qui l'enjambe.

La limpidité des eaux d'infiltration de la nappe phréatique qui noient la faille sur une bonne partie de sa longueur en fait un site réputé de plongée. À son extrémité sud, la Flosagjá se sépare en deux branches, la Flosagjá proprement dite et la Nikulásargjá. Cette dernière est enjambée par un petit pont piéton qui permet de relier l'un des parkings aux sites touristiques de Þingvellir ; ce pont qui surplombe l'eau cristalline est un site populaire de lancer de pièce comme dans certaines fontaines du monde, pratique touristique interdite par la présence de panonceaux.